# Strait Up
Strait Up е втори студиен музикален албум на пънк групата Snot, който е издаден на 7 ноември 2000 г. от Immortal Records. Участие в албума взимат няколко вокалиста на големи групи.

## Песни
| Заглавие                                                                    | Дължина |
| --------------------------------------------------------------------------- | ------- |
| 1. Starlit Eyes със Серж Танкян от System of a Down                         | 2:58    |
| 2. Take It Back с Джонатан Дейвис от Korn                                   | 3:03    |
| 3. "I Know Where You're At" с Джаред Гомес от Hed PE                        | 4:39    |
| 4. Catch A Spirit с Макс Кавалера от Soulfly                                | 3:55    |
| 5. Until Next Time с Джейсън Сиърс от Rich Kids on LSD                      | 3:11    |
| 6. "Divided (An Argument for the Soul)" с Брандън Бойт от Incubus           | 3:46    |
| 7. Ozzy Speaks послание от Ози Озбърн                                       | 0:16    |
| 8. "Angel's Son" изпълнена от Sevendust                                     | 3:49    |
| 9. Forever с Фред Дърст от Limp Bizkit                                      | 2:55    |
| 10. Funeral Flights с Дез Фафара от Coal Chamber                            | 2:59    |
| 11. Requiem с Кори Тейлър от Slipknot                                       | 3:36    |
| 12. Reaching Out с Марк Макрат от Sugar Ray и Уитфилд Крейн от Ugly Kid Joe | 4:39    |
| 13. Absent                                                                  | 5:30    |
| 14. Sad Air                                                                 | 2:11    |
| 15. Strait Up                                                               | 5:58    |